# Ханенко Олександр Іванович
Олексáндр Іва́нович Ханéнко (1805–1895) — громадський і культурний діяч, історик, збирач української старовини, правнук Миколи Даниловича і син Івана Ханенка.

## Біографія
У 1840-их pp. — маршалок дворянства Суразького повіту, Чернігівської губернії; з 1858 — член Чернігівського губернського комітету для поліпшення становища селян і згодом діяч реформи 1861; з 1860 член межової палати в Чернігові.
Досліджував справу межування, написав «Исторический очерк межевых учреждений в Малороссии» (1870); Автор низки історичних дослідів, зокрема «Город Погар, исторический очерк» (в «Черниговских Губернских Ведомостях», 1871); «Святитель Феодосий Углицкий», «Историческое описание некоторых местностей Черниговской Губернии» (1887), «Фамильные документы из рода Ханенков» (1889). X. зібрав велике число старих історичних книг київського і чернігівського видання 17 — 18 ст.